# Thuế cổ tức
Thuế cổ tức là một loại hình của thuế thu nhập mà một quốc gia đánh vào cổ tức. Thuế suất của loại thuế này thay đổi theo từng quốc gia, nó liên quan đến vấn đề thuế kép mà một số quốc gia vẫn đang thực hiện và gặp phải phản ứng từ phía các cổ đông, tức là những người nắm giữ cổ phiếu, do các công ty đã phải nộp thuế lợi tức, thuế vốn rồi sau đó cổ đông lại phải nộp thêm thuế thu nhập từ cổ tức. Trên thế giới hiện chỉ có dưới 10 quốc gia đánh thuế cổ tức, trong đó có Hà Lan, Rumani

## Tại Việt Nam
Tại Việt Nam thuế cổ tức bằng 5% trên giá trị cổ tức.
Thuế cổ tức 5% này không chỉ áp dụng cho cổ tức trả bằng tiền mặt, mà cũng áp dụng đối với cổ tức trả bằng cổ phiếu (thực ra không phải là cổ tức mà chỉ là việc chia tách cổ phiếu).

## Tại Mỹ
Từ lâu Mỹ đã loại bỏ thuế cổ tức. Luận cứ chính để loại bỏ nó là việc áp dụng nó giống như là "thuế kép"—đầu tiên như là thuế đánh vào lợi tức công ty và sau đó là thuế đánh vào thu nhập cá nhân ().
"Thuế kép là một điều tệ hại đối với nền kinh tế của chúng ta. Thuế kép là một sai lầm. Thuế kép đặc biệt là nặng đối với những người hưu trí. Khoảng một nửa của tổng số thuế cổ tức đến từ những người Mỹ cao tuổi, và thông thường họ dựa vào những khoản tiền này như một nguồn thu nhập đều đặn khi nghỉ hưu.
Nó là hợp lý khi đánh thuế lợi tức công ty. Nó là không hợp lý khi đánh thuế kép bằng cách đánh thuế cổ đông trên cùng một lợi nhuận. Vì thế hôm nay, để làm tốt hơn đối với các công dân cao tuổi của chúng ta, và cũng để hỗ trợ việc tạo dựng vốn trên cả nước, tôi đề nghị Quốc hội Hoa Kỳ hủy bỏ việc đánh thuế kép trên cổ tức." ().
Những người chỉ trích cho rằng việc bãi bỏ thuế cổ tức có rất ít tác dụng đối với 60% những người làm công ăn lương thuộc tầng lớp dưới và chủ yếu là nó làm giảm thuế đối với 20% tầng lớp trên; còn nói chung thì các tầng lớp trung gian và trên sẽ có tiền dư thừa để đầu tư dài hạn, bao gồm cả đầu tư chứng khoán.  Lưu trữ ngày 16 tháng 12 năm 2005 tại Wayback Machine
Những người ủng hộ thì cho rằng 60% người làm công ăn lương tầng lớp dưới thực ra đã nộp rất ít thuế nhưng lại là tầng lớp dễ bị tổn thương bởi thuế kép. Khi các công ty quyết định sẽ tăng vốn như thế nào, họ thấy rằng việc thanh toán lãi suất trên các khoản nợ chỉ bị đánh thuế một lần trong khi việc thanh toán cổ tức thông qua việc bán cổ phiếu thì lại bị đánh thuế hai lần, vì thế hệ thống thuế như thế sẽ khuyến khích các công ty vay nợ và nó trở thành lực đòn bẩy cao. Mức vay nợ cao của các công ty sẽ dẫn đến việc cho nghỉ hay sa thải công nhân nhanh và nhiều hơn khi có những dấu hiệu đầu tiên của sút giảm kinh tế. Thuế kép trên cổ tức vì thế làm tăng mức độ trầm trọng của suy thoái trong các chu kỳ kinh tế. 60% người làm công ăn lương tầng lớp thấp cũng sẽ thiệt thòi nhiều hơn so với "người giàu" từ việc sa thải và suy thoái nặng. Căn cứ vào ảnh hưởng tiêu cực của lực đòn bẩy đối với chu kỳ kinh tế, từ viễn cảnh của kinh tế vĩ mô, nó sẽ là đúng đắn hơn khi đánh thuế kép vào lãi suất thay vì vào cổ tức bằng cách giảm mức độ khấu trừ của lãi suất.
Sau nhiều tháng tranh cãi, Quốc hội Hoa Kỳ đã thông qua sắc lệnh năm 2003 về điều hòa giảm nhẹ thuế đối với công ăn việc làm và tăng trưởng (Jobs and Growth Tax Relief Reconciliation Act of 2003 viết tắt JGTRRA) bao gồm một số mục cần cắt giảm theo đề nghị của Tổng thống Bush. Ông đã ký sắc lệnh ngày 28 tháng 5 năm 2003. 

## Tại Úc
Việc đánh thuế kép trong cổ tức công ty đã giảm xuống đến mức tối thiểu ở Úc kể từ năm 1987 sau khi đưa vào áp dụng hệ thống "Quy đổi cổ tức" (Dividend imputation).

## Tại Hà Lan
Tại Hà Lan thuế cổ tức là 1,2 % trên năm, không phụ thuộc vào cổ tức, như là một phần của chính sách thuế đồng đều trên tiết kiệm và đầu tư.

## Tại Rumani
Tại Rumani thuế cổ tức bằng 5% trên giá trị cổ tức và không áp dụng thuế kép.